# Чиновник архиерейского священнослужения
Чиновни́к архиере́йского священнослуже́ния; Чиновни́к (греч. Άρχηιερατικόν) — принятое в Русской православной церкви (РПЦ) название богослужебной книги, содержащей чинопоследования византийского обряда при служении архиерея. Помимо текстов, содержащихся в «Служебнике», «Чиновник» содержит также тексты и указания, относящиеся к архиерейскому богослужению: чины посвящения (хиротесии в степени свещеносца, чтеца, рукоположения в иподиакона, диакона, священника и епископа, освящения антиминсов и храмов, варения мира, встречи архиерея и его облачения).

## История современной редакции текста
Используемый ныне в РПЦ Чиновник — редакция 1675 года (вышел в 1677 году при патриархе Иоакиме); был составлен Евфимием Чудовским и другими справщиками на основе «Чина архиерейского совершения литургии», написанного в 1653 году по просьбе патриарха Никона патриархом Константинопольским Афанасием III; притом слово «патриарх» везде заменено на «архиерей», а сослужащие «архиереи» заменены на «архимандритов».

## Описание современных изданий Чиновника
Современный «Чиновник» издаётся в двух книгах. В первой книге (одно из самых распространённых и употребительных — издание Московской патриархии (М., 1982) приурочено 25-летию архиерейской хиротонии патриарха Пимена. Количество страниц — 252.) содержатся последования:
- На вечерни (молитвы, набранные крупным шрифтом из последования вечерни, изложенные в служебнике),
- На литии,
- На утрени,
- Чин Божественной литургии святого Иоанна Златоуста,
- Божественная литургия Василия Великого,
- Чин Божественной литургии преждеосвященных Даров,
- Чин поставления во чтеца и певца (сначала во свещеносца),
- Чин поставления во иподиакона,
- Чин хиротонии во диакона,
- Чин возведения во архидиакона и протодиакона,
- Чин хиротонии пресвитера,
- Чин возведения во протопресвитера,
- Чин возведения во игумена,
- Чин возведения в архимандрита,
- Отпусты Владычних праздников,
- Молитвы благодарственные по Святом Причащении (изложены в той последовательности, как и в служебнике. В молитвослове полнее),
- Месяцеслов (в некоторые дни указывается память только одного какого-либо святого).

Во второй книге (Издание Московской патриархии, М., 1983, 175 с.) содержатся последования:
- Чин наречения, исповедания и хиротонии архиерейской,
- Последование освящения антиминсов,
- Чин Воздвижения Честного и Животворящего Креста,
- Чин великого освящения воды в праздник Богоявления,
- Молитвы в начале поста Святой Четыредесятницы,
- Чин благословения колива,
- Последование Недели Православия (без анафематизмов),
- Молитва на освящение ваий (по русской традиции — освящение верб в праздник Входа Господня во Иерусалим),
- Чин умовения ног в Великий четверток,
- Слово огласительное во Святую и Великую Неделю Пасхи святого Иоанна Златоустого (из триоди цветной),
- Молитва на благословение артоса,
- Молитва на раздробление артоса (в субботу Светлой седмицы),
- Молитвы вечерни Святой Пятидесятницы коленопреклоненные,
- Молитвы на освящение винограда (на Преображение),
- Молитвы на освящение плодов (эта же молитва в «Служебнике» и в требнике надписывается Молитва о приносящих начатки овощей, а в минее приводятся две другие молитвы: Молитва на благословение гро́здия и Молитва над всяким плодом),
- Чин освящения храма.

Приведённые чинопоследования совершаются либо только архиереем, либо (в отличие от «Служебника») с особенностями совершения их архиерейским чином.
В данное издание не вошли некоторые чинопоследования:
- Чин освящения мира,
- Чин возведения во архиепископа,
- Чин возведения в митрополита,
- Чин интронизации (восшествия на престол патриарха),
- Чин коронации августейших императорских особ,
- Из Последования Недели Православия были изъяты анафематизмы.

В 2009 году вышло в свет новое издание Архиерейского чиновника, которое стало первой книгой, выпущенной Издательским советом по благословению патриарха Кирилла. В сравнении с изданием 1982 года в текст нового издания внесены некоторые изменения, отражающие современную практику архиерейского и особенности патриаршего служения. В частности, тексты ектений, используемых в чинах хиротоний в диакона и священника, помещены как в тексте соответствующего чинопоследования, так и (впервые) на специальном вкладыше, который можно временно вручить сослужащему протодиакону или иерею. В конце тома добавлен предначинательный Псалом 103. Как и в издании 1982 года, тексты молитв и возгласов архиерея набраны церковнославянским шрифтом, причём относительно крупным для удобства их чтения епископом; остальные молитвословия, а также указания и замечания набраны гораздо более мелким гражданским шрифтом в русской пореформенной орфографии.